# Blancafort Orgueners de Montserrat
Blancafort Orgueners de Montserrat ist ein spanisches Orgelbauunternehmen mit Sitz in Collbató, Provinz Barcelona. Die Firma wurde 1998 durch den Orgelbauer Albert Blancafort gegründet. Hervorgegangen ist sie aus einer längeren Orgelbautradition in Collbato, beginnend im Jahr 1925: Die Abtei von Montserrat beauftragte zwei italienische Orgelbauer mit dem Bau einer neuen Orgel für die Abteikirche. Die beiden Orgelbauer gründeten zu diesem Zweck in Collbato die Orgelbaufirma „Organos Nuestra Señora de Montserrat“. Die Firma baute und restaurierte in der Zeit von 1926 bis 1960 etwa 28 Instrumente. Das heutige Unternehmen befindet sich immer noch am ursprünglichen Standort.
Eines der bekanntesten Orgelwerke ist die Konzertorgel im Auditorio de Tenerife.

## Werke
| Jahr | Ort                    | Gebäude               | Bild | Manuale | Register | Bemerkungen |
| ---- | ---------------------- | --------------------- | ---- | ------- | -------- | ----------- |
| 2005 | Santa Cruz de Tenerife | Auditorio de Tenerife |      | VIII/P  | 68       |             |
| 2009 | Montserrat (Berg)      | Kloster Montserrat    |      | IV/P    | 63       |             |